# كلية الفقه بجامعة الكوفة
يعود تاريخ تأسيس كلية الفقه إلى بدايات خمسينيات القرن العشرين عندما حاولت جمعية منتدى النشر الموائمة بين الدراسة الأكاديمية والحوزوية وتطورت هذه الفكرة حتى تأسست الكلية في عام 1958، وألحقت في وقتها بالجامعة المستنصرية.
وكان أول عميد لها هو العلامة الشيخ محمد رضا المظفر رحمه الله.
وقد أغلقت الكلية عام 1991 إبان حكم حزب البعث في العراق. وفي عام 2003 فتحت كلية الفقه من جديد وقد ألحقت بجامعة الكوفة.
وتختص الكلية بدراسة الشريعة والعلوم الإسلامية وتضم اليوم أربعة أقسام علمية هي:
- قسم الفقه وأصوله في عام 2004 م
- قسم القرآن الكريم في عام 2004 م، قسم اللغة العربية في عام 2008
- قسم العقيدة والفكر الإسلامي 2008
- قسم الحديث الشريف في عام 2013.

وقد فتحت الدراسات العليا في عام 2003 م من جديد بعد إغلاقها في عام 1991 م.